# Лубнище
Лубни́ще (бел. Лубнішча) — деревня в составе Княжицкого сельсовета Могилёвского района Могилёвской области Республики Беларусь.

## Географическое положение
Ближайшие населённые пункты: Боборовичи, Никитиничи.

## История
В 1670 году упоминается как фольварк в Оршанском повете ВКЛ. В 1675 упоминается как деревня в составе Княжицкой волости Оршанском повете ВКЛ. В 1681 году на основании фундуша вместе с деревнями Бобровичи и Никитиничи выделено из состава Княжицкого графства и передано надворным хорунжим литовским Константином-Владиславом Пацем основанному им в Княжицах доминиканскому монастырю. Упоминается в 1752 году в составе Княжицкого графства при разграничении с соседним имением Песчанка.

## Население
- 1999 год — 163 человека
- 2010 год — 102 человека